# 上海音楽学院
上海音楽学院（英語: Shanghai Conservatory of Music）は、中華人民共和国上海市に本部を置く中華人民共和国の音楽大学。1927年創立、1927年大学設置。

## 沿革
1927年11月27日に蔡元培と蕭友梅によって中国で最初の音楽専門の高等教育機関として設立された「国立音楽院」が前身。以下、名称の変更を経ている。
- 1927年11月：国立音楽院として創設。
- 1929年9月：国立音楽専科学校
- 1941年：国立上海音楽院
- 1945年：国立上海音楽専科学校
- 1950年：中央音楽学院華東分院
- 1956年：上海音楽学院

## 構成
11の学科がある。

## 主な教員
現在の校長は寥昌永である。
- 賀緑汀(1949～1984年)
- 桑桐
- 楊立青
- 許舒亜
- 林在勇
- 谷村新司